# دونده مارپیچ: علاج مرگ
دونده هزارتو: علاج مرگ (به انگلیسی: Maze Runner: The Death Cure) یک فیلم علمی–تخیلی مهیج آمریکایی به کارگردانی وس بال و نویسندگی تی.اس. ناولین است که بر اساس رمان علاج مرگ، آخرین کتاب از مجموعه رمان‌های دونده مارپیچ اثر جیمز دشنر ساخته شده است. این سومین و آخرین فیلم از مجموعه فیلم‌های دونده هزارتو و دنباله‌ای بر دونده هزارتو: مشقت‌های اسکرچ در سال ۲۰۱۵ به‌شمار می‌رود. از بازیگران آن می‌توان به دیلن اوبرایان، کایا اسکودلاریو، توماس سنگستر، ناتالی امانوئل، جانکارلو اسپوزیتو، آیدان گیلن، والتون گاگینز، کی هونگ لی، جیکوب لافلند، کاترین مک‌نامارا، بری پپر و پاتریشا کلارکسون اشاره کرد.
در ماه مارس، کمپانی فاکس قرن بیستم اعلام کرد، که تولید دنباله بعدی فیلم دونده هزارتو با نام فرعی علاج مرگ را پس از تصادف دیلن اوبراین با یک ماشین در حین فیلمبرداری که موجب صدمات قابل توجهی برای این ستاره ۲۴ ساله شده است، متوقف کرد. حال TMZ گزارش می‌دهد که صدمات و جراحات او پس از اشتباهی که در زمان فیلمبرداری رخ داد و او بر روی بیش از یک ماشین شروع به دویدن کرد بسیار شدید است و دچار شکستگی‌های متعدد استخوان شده است. در ماه آوریل، فاکس تولید این فیلم را تا زمان نامشخصی به حالت تعلیق درآورد و اکنون اعلام شده است زمان اکران این فیلم تا سال ۲۰۱۸ عقب افتاده است.
طبق گفته انترتینمنت ویکلی، فیلم دونده هزارتو: علاج مرگ که پیش از این قرار بود در تاریخ ۱۷ فوریه ۲۰۱۷ اکران شود با ۱۲ ماه تأخیر در تاریخ ۲۶ ژانویه ۲۰۱۸ به نمایش درآمد. این فیلم ۲۸۸ میلیون دلار در سراسر جهان فروش کرد در حالی که ۶۲ میلیون دلار بودجه ساخت آن بوده است. 

## داستان
پس از خیانت تیریسا و به دام افتادن تعدادی از افراد و دوستان تامِس به دست ویکِد، تامس به فکر نجات دادن افراد به دام افتاده از جمله مینهو، یکی از دوستانش، می‌افتد و با عملیاتی سخت یک کانتینر از افراد مصون (افرادی که نسبت به ویروس فیلر مصون هستند و برای درمان و واکسن سازی دارو به آنها نیاز است) را نجات می‌دهد اما مینهو در بین آنان نیست ولی تامس و دوستانش ناامید نمی‌شوند و به کمک گَلی که در فیلم اول تصور کردیم مرده است (اما زنده مانده) به داخل شهری می‌روند که پایگاه اصلی ویکد است و با دیوارهای بلند احاطه شده…

## بازیگران
- دیلن اوبرایان در نقش توماس
- کایا اسکودلاریو در نقش تیریسا
- توماس سنگستر در نقش نیوت
- دکستر داردن در نقش فرایپن
- ناتالی امانوئل در نقش هریت
- [[جانکارلو اسپوزیتو] در نقش خورخه
- آیدان گیلن در نقش جانسون
- والتون گاگینز در نقش لورنس
- کی هونگ لی در نقش مینهو
- جیکوب لافلند در نقش آریس
- کاترین مک‌نامارا در نقش سونیا
- بری پپر در نقش وینْس
- ویل پولتر در نقش گَلی
- رزا سلزار در نقش برِندا
- پاتریشا کلارکسون در نقش ایوا پیج